# Abraham Senior
Abraham Senior, Abraham Senneor o Abraham Seneor (Segovia, 14 de octubre de 1412-c. 1493) fue un rabino, banquero, político judeo-español, patriarca de la familia Coronel, y último Rabino mayor de Castilla, alto cargo de la hacienda castellana (almojarife mayor de Castilla o administrador real), que en 1492 se convirtió al cristianismo, con el nombre de Ferrán, Fernán o Fernando Pérez Coronel o Fernando Núñez Coronel para evitar la expulsión de los judíos de España , fundando el linaje noble de los Coronel.

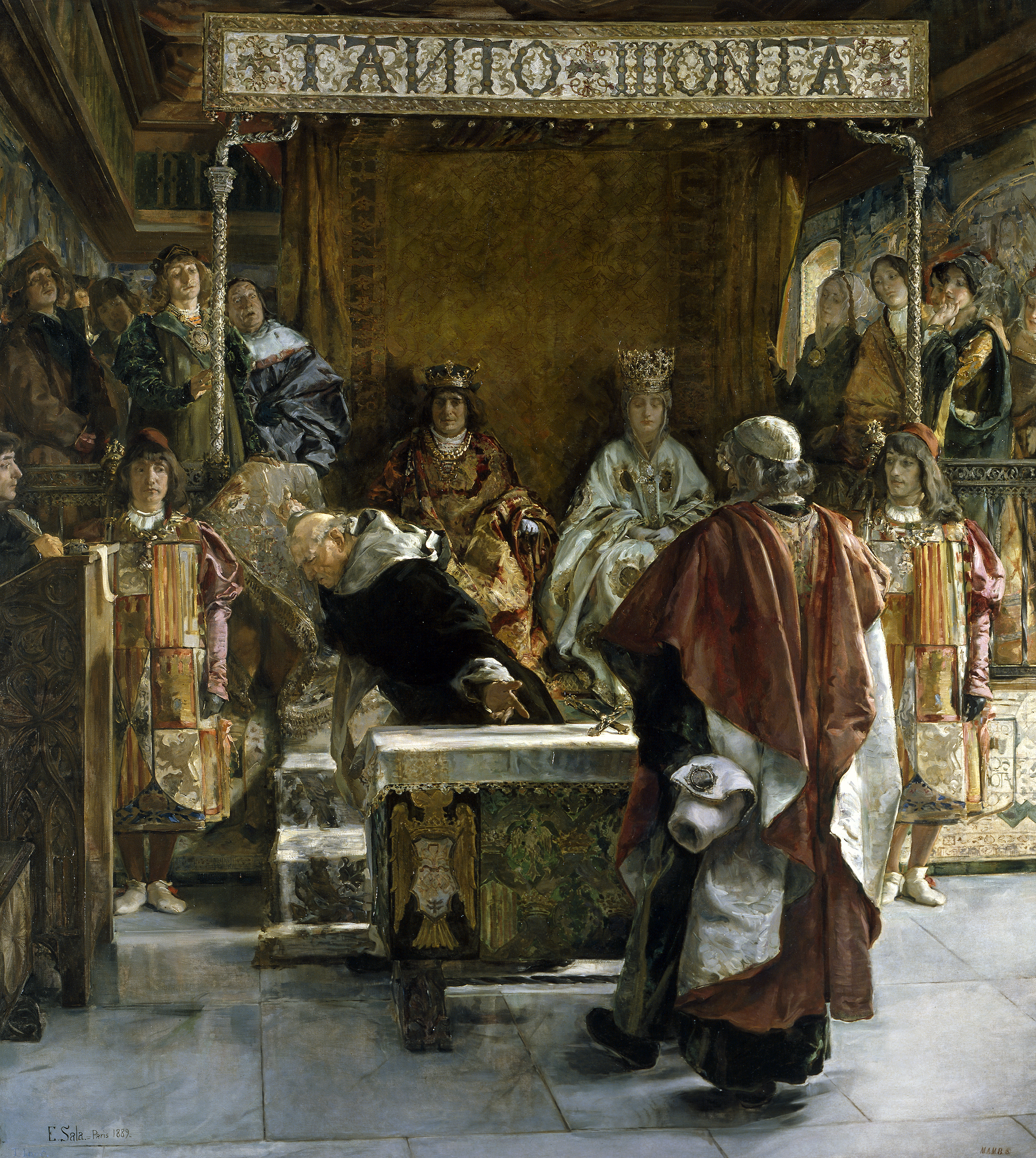
Expulsión de los judíos, según Emilio Sala (1889).

## Los Senior
La familia Senior, Senneor o Seneor y su entorno conformaron un importante grupo financiero que desde los años 1460 consiguió arrendar las principales rentas fiscales de la Corona de Castilla, negocio en el que permanecieron durante el resto del siglo. También intervinieron en política, apoyando a lo que algunas fuentes denominan un partido burgués, defensor de los intereses de las ciudades artesanas del centro de Castilla, gobernadas por un patriciado urbano proveniente de la baja nobleza y la burguesía (como la propia Segovia). En ese grupo destacaba la presencia de un buen número de relaciones personales de Abraham Senior: su pariente Andrés Cabrera (mayordomo del rey Enrique IV de Castilla), la esposa de Andrés, Beatriz de Bobadilla (dama de la entonces princesa Isabel), y Alonso de Quintanilla, Contador Mayor de Cuentas, al que el infante Alfonso había confiado la fundación de una fábrica de moneda en Medina del Campo (ciudad enriquecida gracias a las ferias). Una de las consecuencias de la actividad de este partido fue la creación de la Santa Hermandad (1476), promovida por Quintanilla, de la que Abraham Senior llegó a ser tesorero en 1488.

## Cortesano de Isabel la Católica
Su posición en la corte era tan importante, que no se limitaba a sus funciones de recaudador mayor del reino: en 1469 intervino de forma decisiva en las negociaciones para el matrimonio de los Reyes Católicos, en 1473 en la reconciliación entre Isabel y su hermanastro Enrique IV, y en 1474 en la entrega del Alcázar de Segovia (cuyo alcaide era Andrés Cabrera). Alcanzó un alto nivel de confianza de Isabel, quien, ya reina, en gratitud por sus importantes servicios, le dotó con una pensión vitalicia de 100 000 maravedíes, confirmada en 1480 a instancias del confesor real Hernando de Talavera. Fue nombrado juez supremo de la aljama (comunidad judía) de Segovia (donde tuvo enfrentamientos con conversos y sus familiares judíos) y "rab do la corte" ("rabí" o "rabino mayor de Castilla"); cargo para el que, como muchos de sus predecesores, carecía de cualificaciones apropiadas desde el punto de vista de la ortodoxia religiosa del judaísmo. Era tan respetado por las altas instancias, que las Cortes de Toledo de 1480 le obsequiaron con 50 000 maravedíes procedentes de las rentas recaudadas por él mismo. En la recaudación de impuestos estaba asociado con Isaac Abravanel, del que se hizo íntimo amigo tras haberle tomado bajo su protección al verse forzado Abravanel a abandonar Portugal en 1483. En la Guerra de Granada ambos desempeñaron un valioso papel financiero, y Abraham ocupó el cargo de factor-general. Ambos también realizaron gestiones, inicialmente infructuosas, a favor del proyecto de expedición transatlántica de Cristóbal Colón.
Intervino activamente en apoyo de la causa de la comunidad judía, sometida a una presión cada vez mayor. Gracias a sus esfuerzos, se logró recaudar entre las aljamas castellanas una gran suma para permitir a los judíos capturados en la toma de Málaga la continuidad en el ejercicio de su religión. En esa ocasión se le acusó de haber vendido las joyas de las mujeres cautivas para añadir esa suma al rescate. Tras conseguir demorar la decisión, largamente considerada por los reyes, de expulsar a los judíos de España y a la vista de la definitiva publicación del Edicto de Granada (31 de marzo de 1492), Abraham Senior e Isaac Abravanel solicitaron la derogación del edicto a cambio de grandes sumas de dinero, o alguna causa para ser excluidos. Ante la negativa de la reina, Senior (un anciano de 80 años) optó por la conversión, mientras su amigo Abravanel (de 65) eligió conservar su religión y partió hacia Nápoles.
De la conversión de Abraham Senior se esperaba gran repercusión y respondía a la estrategia política de los Reyes Católicos, por lo que fue cuidadosamente escenificada, publicitada y rodeada de toda clase de solemnidades, en una ceremonia que tuvo lugar el 15 de junio de 1492 en el monasterio de Guadalupe, siendo los padrinos del bautizo ambos reyes, y el oficiante el primado de España. A partir de entonces llevó el nombre cristiano de su padrino, Fernando (Ferrán o Ferrad), y los apellidos Pérez Coronel o Núñez Coronel (escogido por estar extinto un linaje noble con el apellido de Coronel, aunque hay quien lo interpreta como un mensaje criptojudío), junto con el reconocimiento regio de Hidalguía de solar conocido, un hecho excepcional. Con Senior fue bautizada toda su familia, entre los que se encontraba su yerno (o según otras fuentes su cuñado o su suegro) el rabino y recaudador de impuestos Meir, Meír o Mayr Malamed.
Tras la conversión, cuya sinceridad fue objeto de debate, ocupó a los pocos días los cargos de regidor de Segovia, miembro del Consejo Real y contador mayor del príncipe don Juan. Durante la expulsión siguió manteniendo un papel financiero clave en las relaciones con la comunidad judía que debía abandonar España cumpliendo una legislación económica muy restrictiva; de modo que en los siguientes años la familia Coronel reclamó y obtuvo de los reyes el cobro de sustanciales cantidades que tenían su origen en estas operaciones (quiebras de judíos).
Hasta 1494, cuando los soberanos decretaron traspasar todos los privilegios que antes disfrutaba la compañía de Fernán Núñez Coronel, a su compañía rival [la de García de Pisa]; esta medida fue una respuesta para condenar a la principal compañía financiera del reinado de los Reyes Católicos, por las actividades fraudulentas que venían realizando. A partir de ese momento, la compañía de los Gutiérrez de Madrid, Villarreal y Pisa, gozaría de privilegios similares a los que antes disfrutó la empresa de Fernán Núñez Coronel, permitiéndoles las subastas monopólicas y la ausencia casi total de avalistas.

## Los Coronel

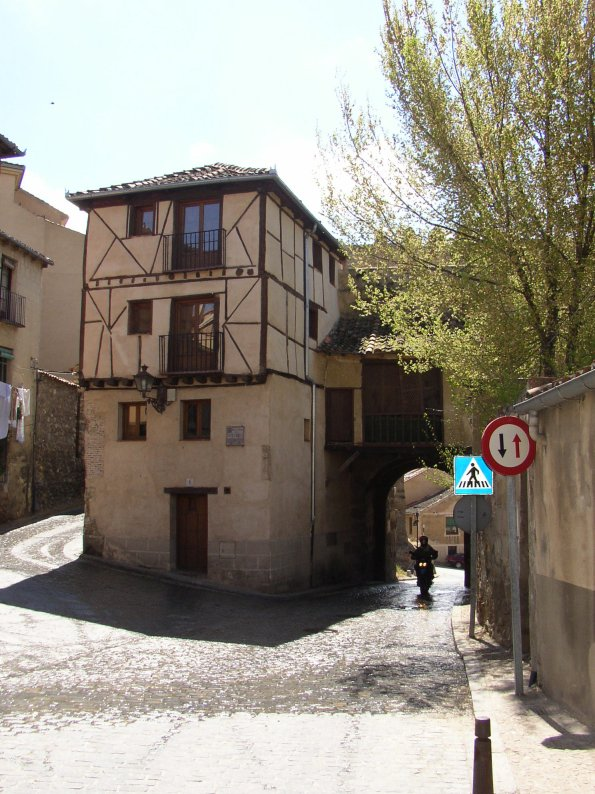
Bajada a la Puerta de San Andrés, en la Judería de Segovia.

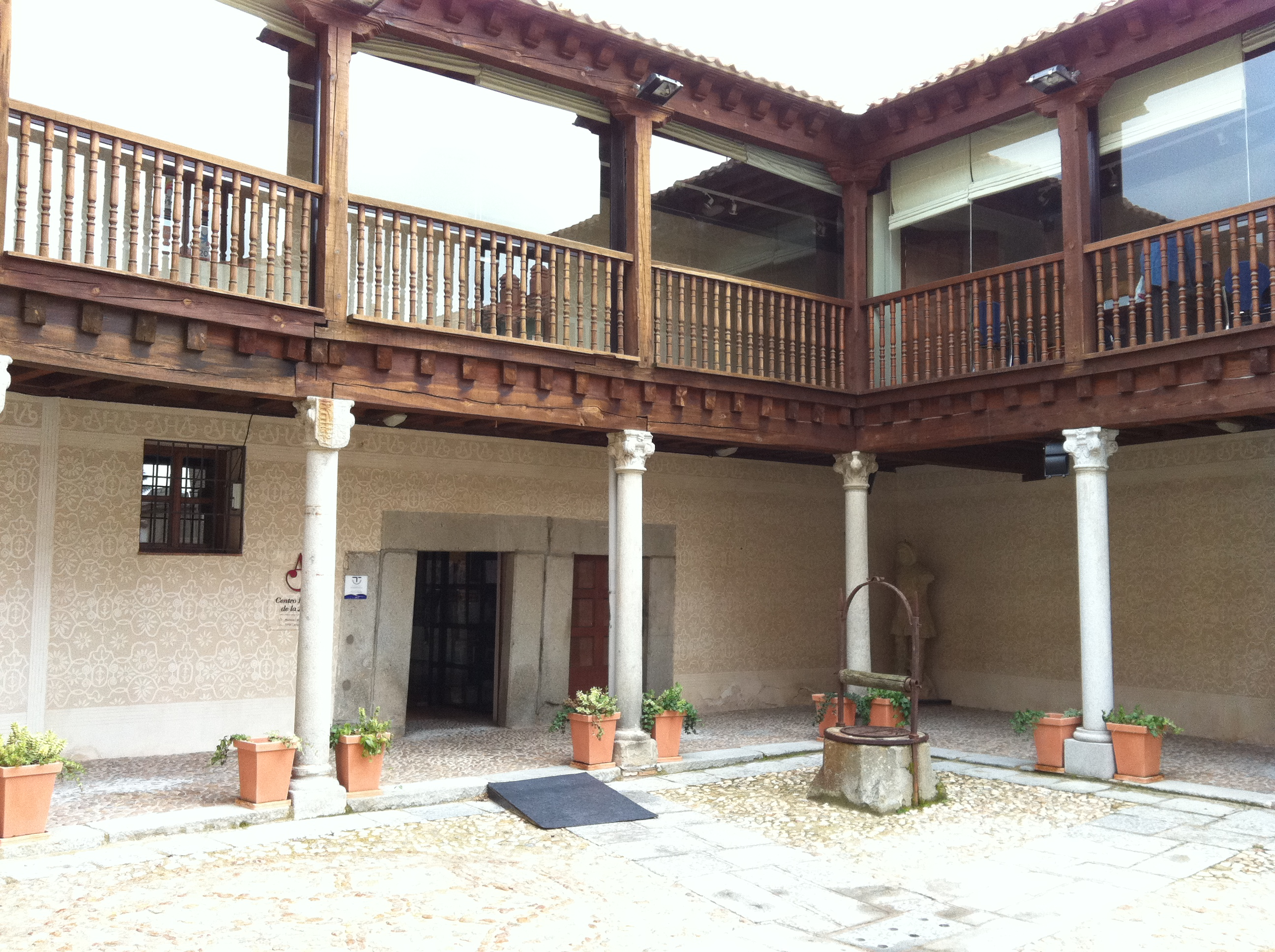
Patio de la Casa de Abraham Senneor, sede del Centro Didáctico de la Judería de Segovia.

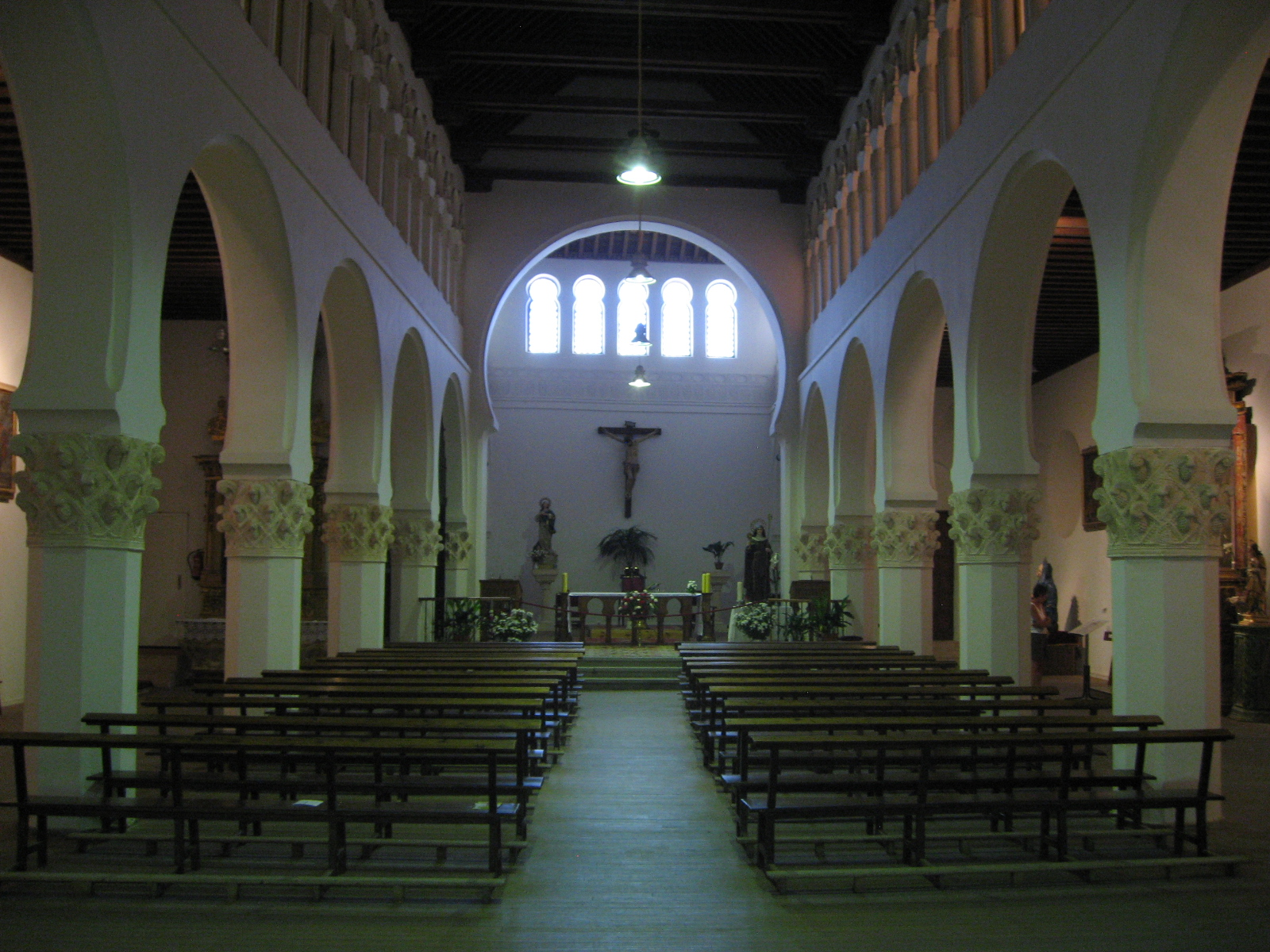
Antigua Sinagoga Mayor de Segovia, actualmente Convento del Corpus Christi.

Los Coronel siguieron siendo una de las más destacadas familias de Segovia en el siglo XVI. En 1493, los hijos de Abraham/Fernando, Juan Pérez Coronel e Íñigo López Coronel, heredaron su posición en la asociación comercial con Luis de Alcalá y Mayr/Fernán. Íñigo también fue regidor de Segovia, y en el levantamiento de las Comunidades fue tesorero de los sublevados. Una hija de éste, María Coronel, se había casado en 1510 con Juan Bravo, el futuro líder comunero segoviano.
Un Pedro Fernández Coronel, probablemente hijo de Fernán Núñez Coronel, participó en el segundo viaje de Colón, que se refiere a él en términos elogiosos, y le nombró Alguacil Mayor de estas Indias (con sueldo de 15.000 maravedís al año). De vuelta a España, actuó como uno de los padrinos en la ceremonia de bautismo de los primeros indígenas americanos, dando su nombre al indio Pedro (29 de julio de 1496, curiosamente, en el mismo monasterio de Guadalupe donde fue bautizado él mismo unos años antes).
La casa de Abraham Senior en Segovia, en la Judería o barrio de los Coronel, que albergaba incluso una sinagoga-oratorio, fue convertida en convento de franciscanos en 1902, y acoge actualmente el Centro Didáctico de la Judería. En el Monasterio de El Parral todavía se conserva la capilla del Calvario, de la familia Coronel, con las tumbas de Abraham/Fernando, de su hermano Pablo Coronel (secretario del cardenal Cisneros y catedrático de hebreo de la Universidad de Alcalá, donde intervino en la Biblia Políglota Complutense) y de su nieta, María Coronel. Otros miembros destacados de la familia Coronel fueron Luis Núñez Coronel (sobrino de Abraham, teólogo, catedrático de la Sorbona, secretario de Alonso de Fonseca y amigo de Erasmo de Róterdam) y Pablo Núñez Coronel (catedrático de la Sorbona y rector del Colegio Montagut, donde también conoce a Erasmo). Vecino de los Coronel, y también cristiano nuevo, fue el médico Andrés Laguna.
La fama de los Coronel era tan extendida, que, ya en el siglo XVII, Francisco de Quevedo utiliza su apellido (con las connotaciones obvias para los advertidos lectores de la época) en un personaje de El Buscón: Diego Coronel, estudiante noble al servicio del que entra el protagonista, y con quien sufre sus famosas desventuras universitarias.
No todos los descendientes del rabino Abraham Senior, también conocido como Fernán Pérez Coronel, realmente abrazaron el catolicismo. Algunos fueron denunciados como nuevos judaizantes cristianos (judíos secretos) y, castigados por la Inquisición, perdieron sus posesiones e incluso fueron deportados a Brasil. Otros descendientes huyeron a tierras más tolerantes a los judíos, como Duarte Saraiva (nacido en 1572), quien escapó a Holanda, donde adoptó el nombre de David Senior Coronel y posteriormente fue a Brasil, donde fue considerado el hombre más rico del Brasil holandés. El rabino Menasseh Ben Israel (1604–57) dedicó su libro, Conciliador, a Coronel. Los descendientes de Coronel se encuentran dispersos por todo el mundo, algunos en Israel, otros en Brasil, Ecuador, México, Venezuela, Holanda y los Estados Unidos.

## El Último Exilarca
Según el profesor Haim Beinart en 'La expulsión de los judíos de España' (p. 420), se hizo referencia a Don Abraham Senior, en una carta de 1487 de los judíos de Castilla a los judíos de Roma y Lombardía, como 'el Exilarca que está sobre nosotros'. 'Exilarca' significa 'Príncipe de la cautividad' o 'Cabeza del exilio' (es decir, de jure Rey de los judíos en el exilio), un título que data del Exilio de Babilonia del 597-538 a. C. que parece haber sobrevivido en Mesopotamia hasta que Tamerlán el Grande saqueó Bagdad en 1401. El título era hereditario y exclusivo de la Casa de David (ver II Reyes xxv. 27 y I Crónicas iii. 17 y siguientes), pero era electivo entre los miembros varones inmediatos de ese familia y sujeto a aprobación rabínica.
Dado el hecho de que el título parece nunca haber sido otorgado (o usado para describir) a alguien que las autoridades rabínicas no reconocen que es de ascendencia davídica, y que el uso indebido de dicho título hubiera sido muy improbable, es razonable inferir que Don Abraham descendía de una de esas ramas de la Casa de David que se remontan a España (ver la Enciclopedia Judía) y que se le otorgó el título en un intento de revivir el Exilarcado después de que había dejado de ser reconocido en Mesopotamia, como sucedió en Egipto en 1081. (Graham Senior-Milne)

## En la ficción
El personaje de Abraham Seneor, interpretado por Chema de Miguel, aparece en las temporadas primera y segunda de la serie televisiva Isabel.